# Eremopeza clavicornis
Eremopeza clavicornis är en insektsart som beskrevs av Boris Petrovich Uvarov 1943. Eremopeza clavicornis ingår i släktet Eremopeza och familjen Pamphagidae. Inga underarter finns listade i Catalogue of Life.